# Asteya
Asteya is een religieus of spiritueel filosofisch concept van het tenietdoen van diefstal en vrijheid van begeerte. In deze filosofie gaat het bij het niet stelen om zowel het woord als gedachte. Anderzijds wordt de bezigheid van het beschermen van de eigen goederen gezien als te veel energie verlangend. De term wordt ook beschreven als krachtig omwille van de puurheid, waardoor het een embleem voor verschillende vredesbewegingen (in de VS) is geworden.
Asteya is door Patanjali beschreven in de Yogasoetra's, als een van de vijf delen van Yama:

37. (c) Asteya maakt dat kostbare schatten je toevallen.